# Jordi Vinyals
Jordi Vinyals Martori (Cardedeu, Barcelona, España, 24 de noviembre de 1963) es un exfutbolista y entrenador de fútbol español. Actualmente está sin club.

## Carrera deportiva

### Trayectoria como jugador
Vinyals se formó en las categorías inferiores del F. C. Barcelona, con el que disputó 14 partidos oficiales. Más tarde jugó en Primera División con el C. E. Sabadell (1987/88), C. D. Castellón (1988/89) con quienes obtuvo el ascenso a 1.ª División, Real Betis (1990/91) y Real Oviedo (primera etapa 88/89 y la segunda entre 1991 y 1994), siendo titular prácticamente en todas ellas.
Entre 1994 y 1996, militó en el Villarreal C. F. en Segunda División; y posteriormente, jugó en Segunda División B con la Terrassa F. C. y el U. E. Figueres, donde finalmente se retiraría.

### Trayectoria como entrenador
Inicios
En el 2000, comenzó su aventura como entrenador. Su primer desafío fue el Villarreal B, logrando ascenderlo a la Regional Preferente de Valenciana. Luego vendrían el Palamós C. F. (en una efímera experiencia en febrero de 2003) y el Gimnàstic de Tarragona (temporada 2003-04), logrando ascender al conjunto grana a Segunda División.
Posteriormente dirigió a Algeciras C. F. (2005); a su anterior club, el Terrassa F. C. (2005-06); Real Jaén C. F. (2006-07) y U. E. Castelldefels (2007-08).
CE L'Hospitalet
En la temporada 2009-10, Vinyals dirigió al C. E. L'Hospitalet, de Tercera División, con el que consiguió el ascenso a Segunda División B.
CD Castellón
En junio de 2010, firmó por el C. D. Castellón. Sin embargo, fue cesado en octubre de ese mismo año, tras encajar 3 derrotas consecutivas.
CE L'Hospitalet
Archivada su negativa experiencia en el CD Castellón, en junio de 2011, Jordi Vinyals regresó al Hospitalet doce meses después de obtener el ascenso a Segunda B con los ribereños. Ocupó la vacante producida por la renuncia de Miguel Álvarez a aceptar la propuesta del club franjirrojo. Llevó al equipo al 6º puesto en Segunda División "B", quedándose a las puertas de la promoción de ascenso.
Juvenil "A" del Barcelona
En verano de 2012, fichó por el Juvenil A del Fútbol Club Barcelona por 2 temporadas. Durante la primera tiene grandes resultados, consiguiendo obtener el primer lugar del Grupo III de la División de Honor, aunque sus pupilos fueron eliminados de la Copa de Campeones y Copa del Rey en cuartos de final. En la temporada 2013-14, los jóvenes azulgranas se proclaman nuevamente campeones de la División de Honor. Junto con esto vendría una de las mayores hazañas de la cantera barcelonista, al coronarse campeones de la Liga Juvenil de la UEFA tras vencer al SL Benfica en la final por 0-3.
Barcelona "B"
En febrero de 2015, dejó el juvenil azulgrana para hacerse cargo del F. C. Barcelona "B" tras la marcha de Eusebio Sacristán. Su llegada no supuso el revulsivo esperado, y el filial azulgrana descendió a Segunda División B. Fue destituido en junio de 2015.
Qingdao Huanghai
Tras ser relevado del banquillo del Mini Estadi, continuó vinculado al club azulgrana, hasta que aceptó una oferta del Qingdao Huanghai de la China League One en diciembre de 2015. Fue destituido en julio de 2019.
Zhejiang Greentown
En enero de 2021, emprendió una nueva aventura en el fútbol chino al firmar por el Zhejiang Greentown de la Primera Liga China.El 31 de diciembre de 2024, concluyó su etapa en el club chino después de que expirara su contrato.

## Clubes

### Como jugador
| Club                      | País   | Año         |
| ------------------------- | ------ | ----------- |
| Fútbol Club Barcelona "B" | España | 1984 - 1985 |
| Centre d'Esports Sabadell | España | 1987 - 1988 |
| Real Oviedo               | España | 1988        |
| Club Deportivo Castellón  | España | 1988 - 1990 |
| Real Betis Balompié       | España | 1990 - 1991 |
| Real Oviedo               | España | 1991 - 1994 |
| Villarreal Club de Fútbol | España | 1994 - 1996 |
| Terrassa Futbol Club      | España | 1996 - 1997 |
| Unió Esportiva Figueres   | España | 1997 - 1999 |

### Como entrenador
| Club                              | País   | Año         |
| --------------------------------- | ------ | ----------- |
| Villarreal Club de Fútbol "B"     | España | 2000 - 2001 |
| Palamós Club de Futbol            | España | 2003        |
| Club Gimnàstic de Tarragona       | España | 2003 - 2004 |
| Algeciras Club de Fútbol          | España | 2004 - 2005 |
| Terrassa Futbol Club              | España | 2005 - 2006 |
| Real Jaén Club de Fútbol          | España | 2006 - 2007 |
| Unió Esportiva Castelldefels      | España | 2007 - 2008 |
| Centre d'Esports L'Hospitalet     | España | 2009 - 2010 |
| Club Deportivo Castellón          | España | 2010        |
| Centre d'Esports L'Hospitalet     | España | 2011 - 2012 |
| Fútbol Club Barcelona Juvenil "A" | España | 2012 - 2015 |
| Fútbol Club Barcelona "B"         | España | 2015        |
| Qingdao Huanghai                  | China  | 2016 - 2019 |
| Zhejiang Greentown                | China  | 2021 - 2024 |

## Palmarés

### Como entrenador
| Título                    | Club                        | País   | Año  |
| ------------------------- | --------------------------- | ------ | ---- |
| Regional de Valencia      | Villarreal C. F. "B"        | España | 2001 |
| Tercera División          | C. E. L'Hospitalet          | España | 2010 |
| División de Honor Juvenil | F. C. Barcelona Juvenil "A" | España | 2013 |
| División de Honor Juvenil | F. C. Barcelona Juvenil "A" | España | 2014 |
| Liga Juvenil de la UEFA   | F. C. Barcelona Juvenil "A" | Suiza  | 2014 |